# نورالدین نیبت
نورالدین نیبت (عربی: نور الدین نیبت؛ زاده ۱۰ فوریهٔ ۱۹۷۰) یک بازیکن فوتبال اهل مراکش است.
وی همچنین در تیم ملی فوتبال مراکش بازی کرده‌است.